# Business oblige
Pour plus de détails, voir Fiche technique et Distribution.
Business oblige (titre original : A Shock to the System) est un film américain réalisé par Jan Egleson, sorti en 1990. Il s'agit d'une adaptation du roman Touche pas à mon système (A Shock to the System) de l'auteur britannique Simon Brett paru en 1984. Le film a été présenté au Festival du cinéma américain de Deauville 1990.

## Synopsis
Un directeur d'agence de publicité a des problèmes dans sa vie professionnelle et aussi dans sa vie privée. Il tue accidentellement un clochard dans le métro, ce qui lui donne des idées pour résoudre ses ennuis.

## Fiche technique
- Titre français : Business oblige
- Titre original : A Shock to the System
- Réalisation : Jan Egleson
- Scénario : Andrew Klavan, d'après le roman Touche pas à mon système (A Shock to the System) de Simon Brett
- Musique : Gary Chang
- Photographie : Paul Goldsmith
- Montage : William M. Anderson (en) & Peter C. Frank (de)
- Production : Patrick McCormick
- Société de production : Brigand Films
- Société de distribution : Corsair Pictures
- Pays de production :  États-Unis
- Langue : Anglais
- Format : Couleur - Dolby - 35 mm - 1.85:1
- Genre : Thriller, Comédie
- Durée : 88 min
- Dates de sortie : 
  - États-Unis : 23 mars 1990
  - France : 27 février 1991

## Distribution
- Michael Caine (VF : Dominique Paturel) : Graham Marshall
- Elizabeth McGovern (VF : Marie-Christine Darah) : Stella Anderson
- Peter Riegert (VF : Michel Mella) : Bob Benham
- Swoosie Kurtz (VF : Jeanine Forney) : Leslie Marshall
- Will Patton (VF : Jérôme Rebbot) : Le lieutenant Laker
- John McMartin : George Brewster
- Jenny Wright (VF : Déborah Perret) : Melanie O'Conner
- Philip Moon : Henry Park
- Barbara Baxley : Lillian
- Haviland Morris : Tara Liston
- Samuel L. Jackson : Ulysses